# کشتی استتن آیلند

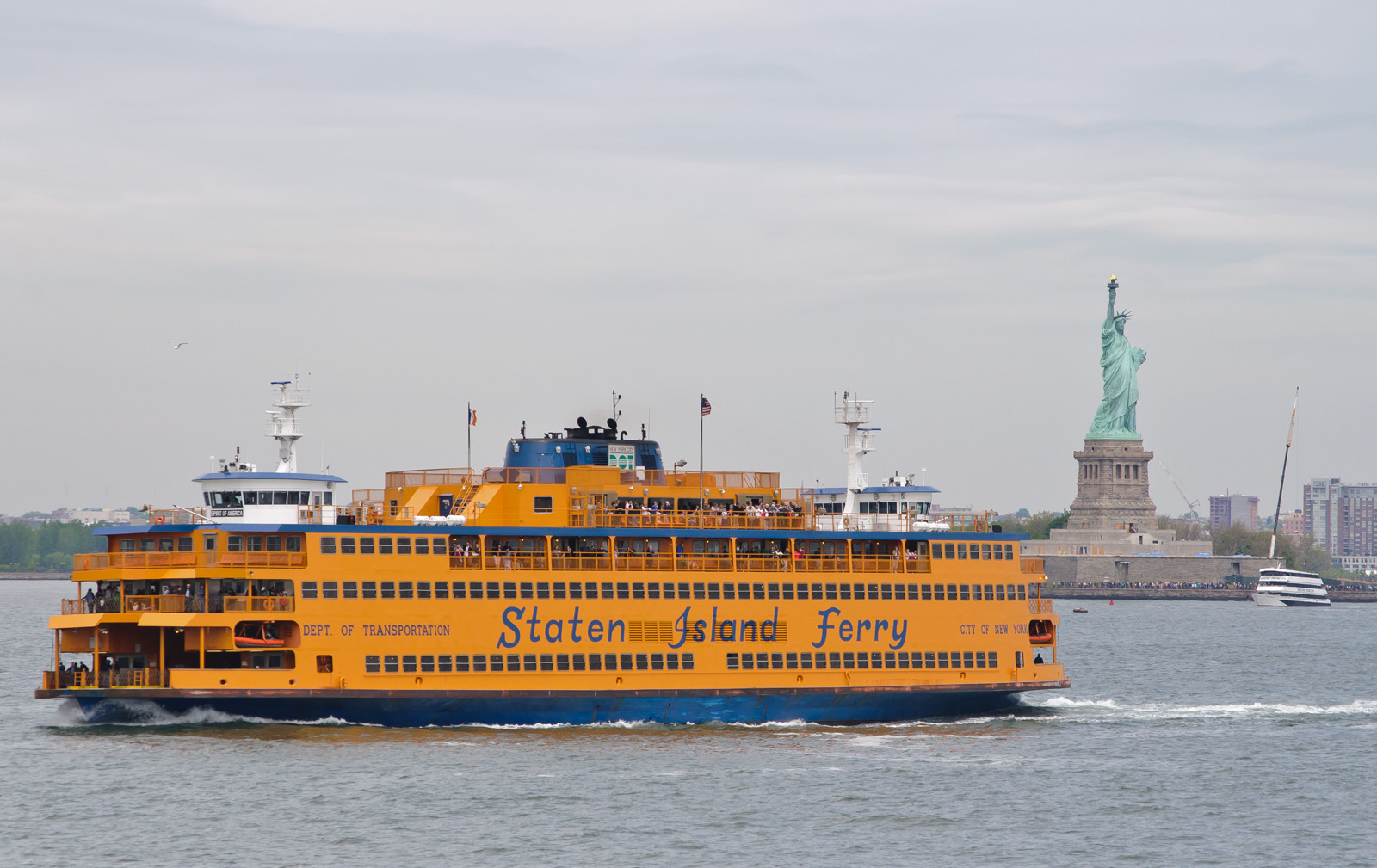
کشتی استتن آیلند در سال ۲۰۱۲

کشتی استتن آیلند (انگلیسی: Staten Island Ferry) یک خط فرابر دریایی رایگان است که توسط سازمان ترابری نیویورک مدیریت می‌شود. فرابرهای این خط، فاصله‌ای ۸٫۴ کیلومتری را در بندر نیویورک بین منهتن و جزیره استتن آیلند طی می‌کنند. این خط دریایی هفت روز هفته و ۲۴ساعته فعال است و هر نیم ساعت یک‌بار حرکت دارد. روزانه بیش از ۶۵ هزار نفر برای رفتن به محل کار و خانه خود از این خط دریایی استفاده می‌کنند و در طول زمان همچنین به یکی از مقاصد توریستی شهر نیویورک تبدیل شده‌است. کشتی استتن آیلند در سال ۱۸۱۷ میلادی با هزینه بلیت پائین شروع به کار کرد و از سال ۱۹۹۷ رایگان شد.